# Salto de Peña
Salto de Peña es una localidad del estado mexicano de Guanajuato. Es parte del municipio de Jerécuaro.

## Demografía
| Gráfica de evolución demográfica |
|                                  |

| Censo | Población |
| ----- | --------- |
| 1900  | 578       |
| 1910  | 374       |
| 1921  | 258       |
| 1930  | 435       |
| 1940  | 368       |
| 1950  | 535       |
| 1960  | 636       |
| 1970  | 728       |
| 1980  | 716       |
| 1990  | 1 118     |
| 2000  | 1 075     |
| 2010  | 964       |
| 2020  | 1 017     |